# José Francisco Orozco y Jiménez
José Francisco Orozco y Jiménez, né à Zamora (Michoacán) le 19 novembre 1864 et mort le 18 février 1936, était un prélat catholique mexicain, archevêque de Guadalajara, dans l'État de Jalisco.

## Biographie
Ordonné prêtre en 1887, il est nommé évêque de Chiapas en 1902. Archevêque de Guadalajara en 1913, il proteste contre les décrets de sécularisation imposés au clergé mexicain en 1918. Il soutient ouvertement la rébellion des Cristeros.